# Campeonato Mundial de Atletismo Júnior de 2010 - 400 m masculino
A prova dos 400 metros rasos masculino do Campeonato Mundial Júnior de Atletismo de 2010 ocorreu entre os dias 20 e 22 de julho em Moncton, no Canadá. 

## Recordes
Antes desta competição, os recordes mundiais e do campeonato nesta prova eram os seguintes:
|     | Nome            | Nacionalidade  | Tempo | Local    | Data                   |
| --- | --------------- | -------------- | ----- | -------- | ---------------------- |
| WJR | Steve Lewis     | Estados Unidos | 43.87 | Seul     | 28 de setembro de 1988 |
| CR  | Hamdan Al-Bishi | Arábia Saudita | 44.66 | Santiago | 20 de outubro de 2000  |

## Medalhistas
| Ouro               | Prata                   | Bronze            |
| Kirani James (GRN) | Marcell Deák Nagy (HUN) | Errol Nolan (USA) |

## Cronograma
Todos os horários são locais (UTC-4).
| Data        | Hora  | Evento        |
| ----------- | ----- | ------------- |
| 20 de julho | 19:25 | Eliminatórias |
| 21 de julho | 19:30 | Semifinal     |
| 22 de julho | 20:40 | Final         |

## Resultados

### Eliminatórias
As eliminatórias se iniciaram no dia 20 de julho ás 19:25. 
Bateria 1
| Posição | Atleta            | Nacionalidade | Tempo | Notas               |
| ------- | ----------------- | ------------- | ----- | ------------------- |
| 1       | Mateusz Fórmanski | Polónia       | 46.75 | Q                   |
| 2       | Omar Longart      | Venezuela     | 47.38 | Q                   |
| 3       | Alex Jordan       | Nova Zelândia | 47.50 | Q                   |
| 4       | Jacques de Swardt | África do Sul | 47.50 | q                   |
| 5       | Demar Murray      | Jamaica       | 47.62 | q                   |
| 6       | Philipp Kleemann  | Alemanha      | 47.90 | q                   |
| 7       | Ratutira Narara   | Fiji          | 48.97 |                     |
| 8       | Mitchel Davis     | Dominica      | DSQ   | Regra 163.3 da IAAF |

Bateria 2
| Posição | Atleta                | Nacionalidade | Tempo | Notas |
| ------- | --------------------- | ------------- | ----- | ----- |
| 1       | Marco Kaiser          | Alemanha      | 47.06 | Q     |
| 2       | Pako Seribe           | Botswana      | 47.16 | Q     |
| 3       | Park Bong-Go          | Coreia do Sul | 47.46 | Q     |
| 4       | Mohamed Abou El-Khair | Egito         | 47.70 | q     |
| 5       | Mehmet Güzel          | Turquia       | 48.07 |       |
| 6       | Jermaine Gayle        | Jamaica       | 48.10 |       |
| 7       | Golden Gunde          | Malawi        | 48.68 |       |
| 8       | Mahamoud Athoumani    | Comores       | 50.48 |       |

Bateria 3
| Posição | Atleta              | Nacionalidade        | Tempo | Notas |
| ------- | ------------------- | -------------------- | ----- | ----- |
| 1       | Marcell Deák Nagy   | Hungria              | 47.31 | Q     |
| 2       | Luguelín Santos     | República Dominicana | 47.36 | Q     |
| 3       | Awad El-Karim Makki | Sudão                | 47.59 | Q     |
| 4       | Lim Chan-Ho         | Coreia do Sul        | 47.97 |       |
| 5       | Uroš Jovanovic      | Eslovênia            | 48.02 |       |
| 6       | Jocelyn Muntaner    | Polinésia Francesa   | 50.18 |       |
| 7       | Michael Rasmijn     | Aruba                | 51.65 |       |

Bateria 4
| Posição | Atleta                  | Nacionalidade  | Tempo | Notas |
| ------- | ----------------------- | -------------- | ----- | ----- |
| 1       | Josh Mance              | Estados Unidos | 47.29 | Q     |
| 2       | Thapelo Ketlogetswe     | Botswana       | 47.46 | Q     |
| 3       | Shaun De Jager          | África do Sul  | 47.48 | Q     |
| 4       | Keitaro Sato            | Japão          | 47.92 |       |
| 5       | Tremaine Harris         | Canadá         | 48.34 |       |
| 6       | Boniface Mucheru Tumuti | Quênia         | 48.85 |       |
| 7       | Momodou Kujabi          | Gâmbia         | 49.84 |       |

Bateria 5
| Posição | Atleta            | Nacionalidade     | Tempo | Notas |
| ------- | ----------------- | ----------------- | ----- | ----- |
| 1       | Kirani James      | Granada           | 47.12 | Q     |
| 2       | Halit Kiliç       | Turquia           | 47.28 | Q     |
| 3       | Deon Lendore      | Trinidad e Tobago | 47.33 | Q     |
| 4       | Isah Salihu       | Nigéria           | 47.75 | q     |
| 5       | Junki Yanagisawa  | Japão             | 48.99 |       |
| 6       | Mohamed Al-Jumaah | Iraque            | 49.81 |       |
| 7       | Stephen Newbold   | Bahamas           | 50.62 |       |

Bateria 6
| Posição | Atleta                | Nacionalidade     | Tempo | Notas               |
| ------- | --------------------- | ----------------- | ----- | ------------------- |
| 1       | Errol Nolan           | Estados Unidos    | 46.67 | Q                   |
| 2       | Alistair Moona        | Canadá            | 47.22 | Q                   |
| 3       | Tobi Ogunmola         | Nigéria           | 47.28 | Q                   |
| 4       | Jonathan Vilaine      | França            | 47.54 | q                   |
| 5       | Kishon Dempster       | Trinidad e Tobago | 48.54 |                     |
| 6       | Scott Burch           | Nova Zelândia     | 48.63 |                     |
| 7       | Benjamin Auka Nyasimi | Quênia            | DSQ   | Regra 163.3 da IAAF |

### Semifinal
As semifinais se iniciaram no dia 21 de julho ás 19:30. 
Semifinal 1
| Posição | Atleta              | Nacionalidade  | Tempo | Notas |
| ------- | ------------------- | -------------- | ----- | ----- |
| 1       | Marcell Deák Nagy   | Hungria        | 46.23 | Q     |
| 2       | Errol Nolan         | Estados Unidos | 46.47 | Q     |
| 3       | Pako Seribe         | Botswana       | 47.02 | q     |
| 4       | Omar Longart        | Venezuela      | 47.25 |       |
| 5       | Tobi Ogunmola       | Nigéria        | 47.43 |       |
| 6       | Jacques de Swardt   | África do Sul  | 47.98 |       |
| 7       | Jonathan Vilaine    | França         | 48.08 |       |
| 8       | Awad El-Karim Makki | Sudão          | 48.55 |       |

Semifinal 2
| Posição | Atleta                | Nacionalidade        | Tempo | Notas               |
| ------- | --------------------- | -------------------- | ----- | ------------------- |
| 1       | Kirani James          | Granada              | 46.27 | Q                   |
| 2       | Marco Kaiser          | Alemanha             | 46.40 | Q                   |
| 3       | Luguelín Santos       | República Dominicana | 46.54 | q                   |
| 4       | Isah Salihu           | Nigéria              | 47.09 |                     |
| 5       | Shaun De Jager        | África do Sul        | 47.47 |                     |
| 6       | Halit Kiliç           | Turquia              | 47.61 |                     |
| 7       | Mohamed Abou El-Khair | Egito                | 48.31 |                     |
| 8       | Park Bong-Go          | Coreia do Sul        | DSQ   | Regra 163.3 da IAAF |

Semifinal 3
| Posição | Atleta              | Nacionalidade     | Tempo | Notas |
| ------- | ------------------- | ----------------- | ----- | ----- |
| 1       | Josh Mance          | Estados Unidos    | 46.43 | Q     |
| 2       | Alistair Moona      | Canadá            | 46.83 | Q     |
| 3       | Mateusz Fórmanski   | Polónia           | 47.09 |       |
| 4       | Thapelo Ketlogetswe | Botswana          | 47.23 |       |
| 5       | Deon Lendore        | Trinidad e Tobago | 47.49 |       |
| 6       | Alex Jordan         | Nova Zelândia     | 47.65 |       |
| 7       | Philipp Kleemann    | Alemanha          | 47.86 |       |
| 8       | Demar Murray        | Jamaica           | 48.01 |       |

### Final
A prova final foi realizada no dia 22 de julho ás 20:40. 
| Posição           | Atleta            | Nacionalidade        | Tempo | Notas |
| ----------------- | ----------------- | -------------------- | ----- | ----- |
| Medalha de ouro   | Kirani James      | Granada              | 45.89 |       |
| Medalha de prata  | Marcell Deák Nagy | Hungria              | 46.09 |       |
| Medalha de bronze | Errol Nolan       | Estados Unidos       | 46.36 |       |
| 4                 | Marco Kaiser      | Alemanha             | 46.79 |       |
| 5                 | Josh Mance        | Estados Unidos       | 46.84 |       |
| 6                 | Luguelín Santos   | República Dominicana | 46.90 |       |
| 7                 | Alistair Moona    | Canadá               | 47.38 |       |
| 8                 | Pako Seribe       | Botswana             | 48.07 |       |

Legenda
| Recorde mundial       | Recorde mundial (World record)               |                       | Recorde africano                      | Recorde africano (African) |                                           | Q | Classificado por posição (Qualified) |
| Recorde do campeonato | Recorde do campeonato (Championship record)  | Recorde da América    | Recorde da América (Americas)         | q                          | Classificado por melhor tempo (Qualified) |   |                                      |
| Melhor marca do ano   | Melhor marca do ano (World leading)          | Recorde asiático      | Recorde asiático (Asian)              | DNS                        | Não largou (Did not start)                |   |                                      |
| Recorde nacional      | Recorde nacional (National record)           | Recorde europeu       | Recorde europeu (European)            | DNF                        | Não terminou (Did not finish)             |   |                                      |
| Recorde pessoal       | Recorde pessoal do atleta (Personal best)    | Recorde da Oceania    | Recorde da Oceania (Oceania)          | DSQ / DQ                   | Desclassificado (Disqualified)            |   |                                      |
| Recorde da temporada  | Recorde da temporada do atleta (Season best) | Recorde sul-americano | Recorde sul-americano (South America) | NM                         | Sem marca (No mark)                       |   |                                      |